# Sneker Vijfga
De Sneker Vijfga of Sneeker-Vijfga (Fries Snitser Fiifgea) wordt gevormd door vijf dorpen ten noordoosten van de Friese stad Sneek:
- Gauw
- Goënga
- Loënga
- Offingawier
- Scharnegoutum

Deze vijf dorpen werden al in 1452 aangeduid als in dae Ffiiffgeam. Later werd dit Sneker Vijfga, ter onderscheid van andere Vijfga'en.
De Sneker Vijfga heeft lange tijd deel uitgemaakt van de oude gemeente Wymbritseradeel, maar vormde een beetje een uithoek, aan de andere kant van Sneek. Eind 19e eeuw is zelfs voorgesteld de Sneker Vijfga te laten overgaan naar de gemeente Rauwerderhem, omdat het gebied een deel is van de Rauwerderhempolder, maar dat is niet gebeurd.
Bij de gemeentelijke herindeling van 1984 zijn de dorpen Loënga en Offingawier overgegaan naar de gemeente Sneek. De overige drie gingen naar de nieuwe gemeente Wymbritseradeel.